# Карло Бауман
Карло Бауман (Зеленика 2. фебруар 1914 — Сплит, 6. јул 1954) био је југословенски репрезентативац у једрењу двоструки учесник олимпијских игара, европски и вишеструки првак Југославије. По професији био је инжењер бродоградње.

## Биографија
Карло Бауман је рођен 12. фебруара 1914. у Зеленици у породици Карла Баумана старијег и Иде Мађар. По оцу добио је име Карло. Основну шкоу је похађао у Херцег Новом. Још као мали уз помоћ ујака Антала Машара, једног од пионира спортског једрења у Боки, „заразио“ се пловидбом по мору, што га је држало цео живот. У деветој години самостално је управљао једрилицом једеће по Боки.
Због пословних обазеза његовог оца породица је 1928. године сели у Сплит. Ту завршава гимназију пред Други светски рат уписује бродоградњу на Технучком факултету у Загребу.
По завршетку Другог светског рата, као дипломирани инжењер бродоградње запошљава се 1945. у у бродоградилишту Рибарске задруге на Завртници у Загребу. Ту заснива породицу, па јуна 1946. прелази у бродоградилиште 3. мај у Ријеци|. Рујечка лука после врата била је препуна потопљених бродова уз гатове тамошњег бродоградилишта. Бауман се поччиње бавити професионалним роњењем, а јануар 1947 запшљава се новоформираном државном предузећу за вађење, спашавање и тегљењем бродова „Бродоспас“.
Због свог богатог техничког и инжењерско стручног знања убрзо постаје руководилац, сложеним технолошкин операцијама вађења потпнулих, преврнутих и насуканих бродова. Бродоспас као једини оспособљен за тај посао добио је задатак да југословенски акваторијум очисти од олупина страдалих бродова. Као руководилац често је лично учествовао у сложеним операцијама. Тако је лично са великих дубина до 62 м усред неочишћеног минског поља извукао италијански авион - бомбардер, а на 55 м код острва Зларин извађен је путнички брод „Престолонаследник Петар“. Када је требало радио је и на копну. Тако је потопљеном окну рудника олова и цинка „Трепча“ у Косовска митровица ронећи на дубини 500 метара изпод земља, пролазећи у потпуном мраку кроз 200 метара попављених ходника рудника, у води дубине 46 метара. После великих напора извађен је брод „Киблиц“, који је у бродоградилишу Пула обновљен 1953. у другачијем облику и под новим именом Галеб познатог широм света као „брод мира“ Јосипа Броза Тита.
Пошто у Југославији није било професионалних ронилаца, Бауман се бавио и обучавањем ронилаца за које тада није било школа. Одржао је 2 курса: први 1948. на којем је оспособио 15 нових ронилаца и други 1954. када је образовао још 29 младих ронилаца.
Бауман је 4. јула 1954. страдао несрећним случајем на само 4 метра дубине, испод кобилице пароброда „Жумберак“ у сплитској луци.
Последњи испраћај 8. јула 1954. био је невиђен до тада. Хиљаде људи окупило се у градској луци да би испратило на последње путовање бродом Далмација до Ријеке испрате ковчег са Баумановим телом. Једриличари његовог Лабуда су кружили пуним једрима по градској луци, а баркаса „Ронилац“ фирме Бродоспас симболично је теглила једну мају једрилицу типа „јола“. Једрилица са именом “Rose Marie”, једрила је сама брз свог дугогодишњек кормилара.
Године 1955. постављена је на месту несреће спомен плоча да подсећа на овај трагичан догађај.

## Спортска биографија
Доласком у Сплит 1928, Бауман се први пут среће са спортским једрењем, које је тада било у повоју, на југословенској обали Јадрана. Као члан Поморског-бродарског друштва „Лабуд“, све чешће једри у различитим врстама једрилица. Појава све новијих и бржих једрилица, које су се почеле правити почетком тридесетх година прошлог века, омогућавало је да се југословенски једриличари почну појављивати и постзати запажене резултате и на међународним такмичењима. Године 1932. Бауман је у конкуренцији 12 једрилица победио на и данас најчувенијој и највећој регати на источној обали Јадрана – „Мрдујској регати“ од Сплита до острвца Мрдуја између Брача и Шолте, која се ове године (2016) одржава 85. пут.
Као један од најталентованијих југословенских једриличара, 21-годишњи Бауман добија прилику да у септембру 1935. учествује на Европском првенству у једрењу одржаном на језеру Балатон у близини Будимпеште. Иако је први пут сео у у потпуно нову класу лаких брзих регатних једрилица типа „dinghy“, био је права сензација: у конкуренцији много искуснијих, најбољих једриличара Аустрије, Чехословачке, Мађарске и Француске, Бауман је у свих пет пловила, први пролазио кроз циљ и постао европски првак. Овом титулом Бауман је 1936 године, постао је први југословенски репрезентативац у једрењу на 9. Летњим олимпијским играма одржаним у Берлину. У конкуренцији 26 посада заузео је 19 место.
По повратку у Сплит, Бауман на основу стеченог искуства, ради на конструисању нових и усавршавању постојећих типова спортских једрилица. Тако је настала једрилица L-5. Као свој даљи допринос развоју једриличарског спорта у Југославији, Бауман је превео књигу “Регатта тактика” немачког аутора др Манфреда Курија, а написао је и сопствену књигу “Тумач регатних правила”. Године 1938. Бауман је као репрезентативац Југославије, учествовао на Европском првенству у Немачкој у класи “олимпијска јола” и освојио пето место у конкуренцији једриличара из девет европских држава.
После рата Баумап не напшута своју велику „љубав“ — једрење. Тако је на првенствима Југослави 1947. био други, а 1951 и 1952. први. Првим местом на првенству 1952. изборио је да исте године још једном учествује на Летњим олимпијским играма у Хелсинкију Такмичио се у новоуведеној класи „Фин“. Заузео је 23 место од 28. учесника.